# بوسه یهودا

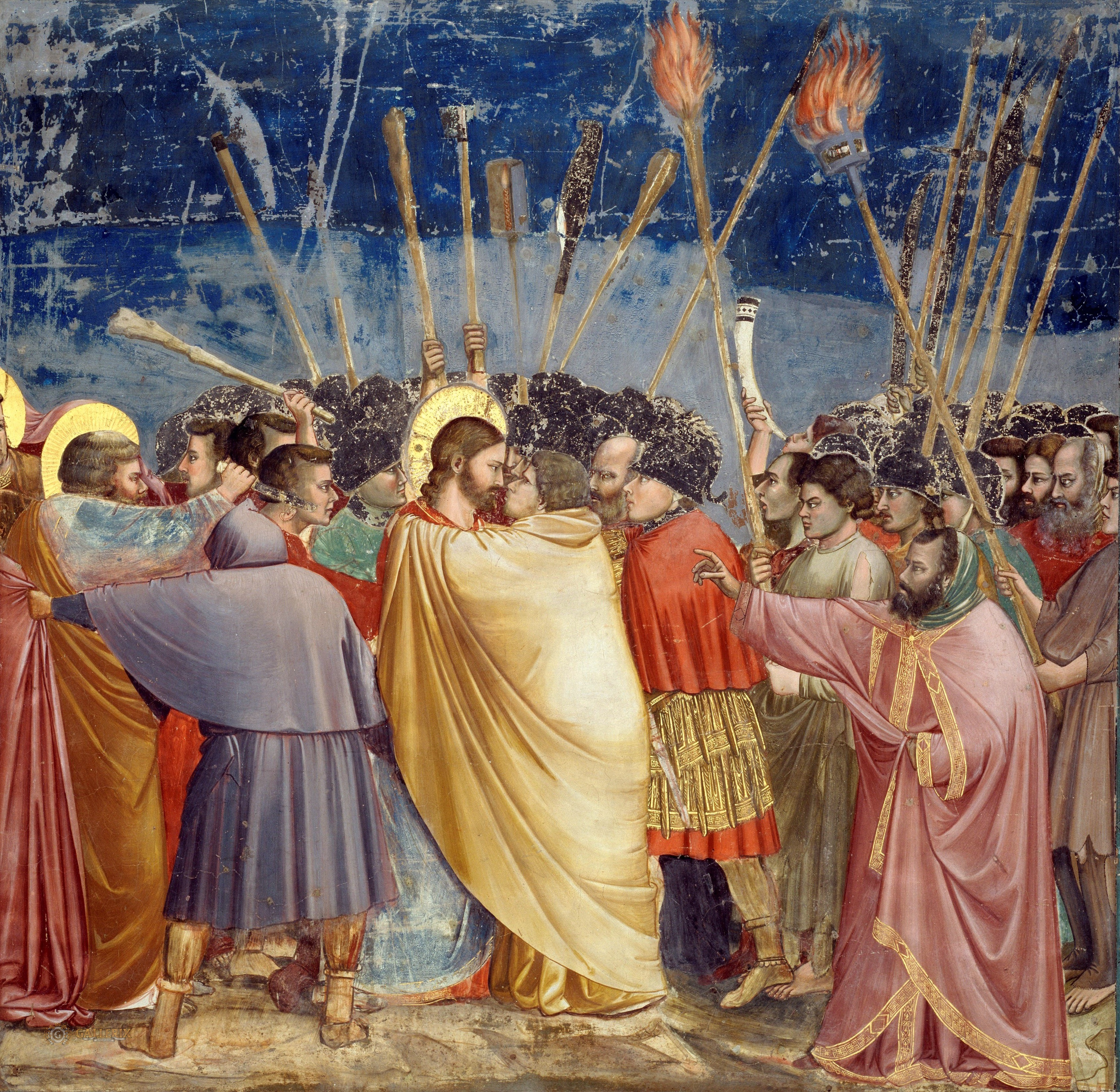
بوسهٔ یهودا (۱۳۰۴–۱۳۰۶)، دیوارنگاره‌ای اثر جوتو در نمازخانه اسکروونی در شهر پادووا، ایتالیا

بوسهٔ یهودا (انگلیسی: Kiss of Judas) یا خیانت یهودا به عیسی عملی است که طی آن یهودا اسخریوطی بر پایه روایت انجیل‌های هم‌نوا، عیسی را پس از بوسه‌ای بر گونه، به گروهی از مردم خشمگین تحویل داد که با شمشیر و چماق از سوی سران کوهن و بزرگان قوم آمده بودند تا او را دستگیر کنند. این بوسه پس از شام آخر و در باغ جتسیمانی رخ داد و پس از آن دستگیری مسیح توسط نیروهای نظامی سنهدرین صورت پذیرفت.
بر اساس روایت‌های عهد جدید، رویدادهای شناسایی او توسط نیروهای متخاصم و اعدام متعاقب آن، دقیقاً توسط عیسی در «پیش‌بینی خیانت» و «پیش‌بینی مرگ» پیش‌بینی شده بود.
در معنایی گسترده‌تر، بوسهٔ یهودا ممکن است به «عملی که به نظر می‌رسد دوستانه باشد، اما در واقع برای مخاطب زیان‌آور و خصمانه است» اشاره داشته باشد.
در عالَم مسیحیت، خیانت به عیسی را در چهارشنبه مقدس در هفته مقدس عزاداری می‌کنند.

## نگارخانه

بوسه یهودا و هنر نقاشی
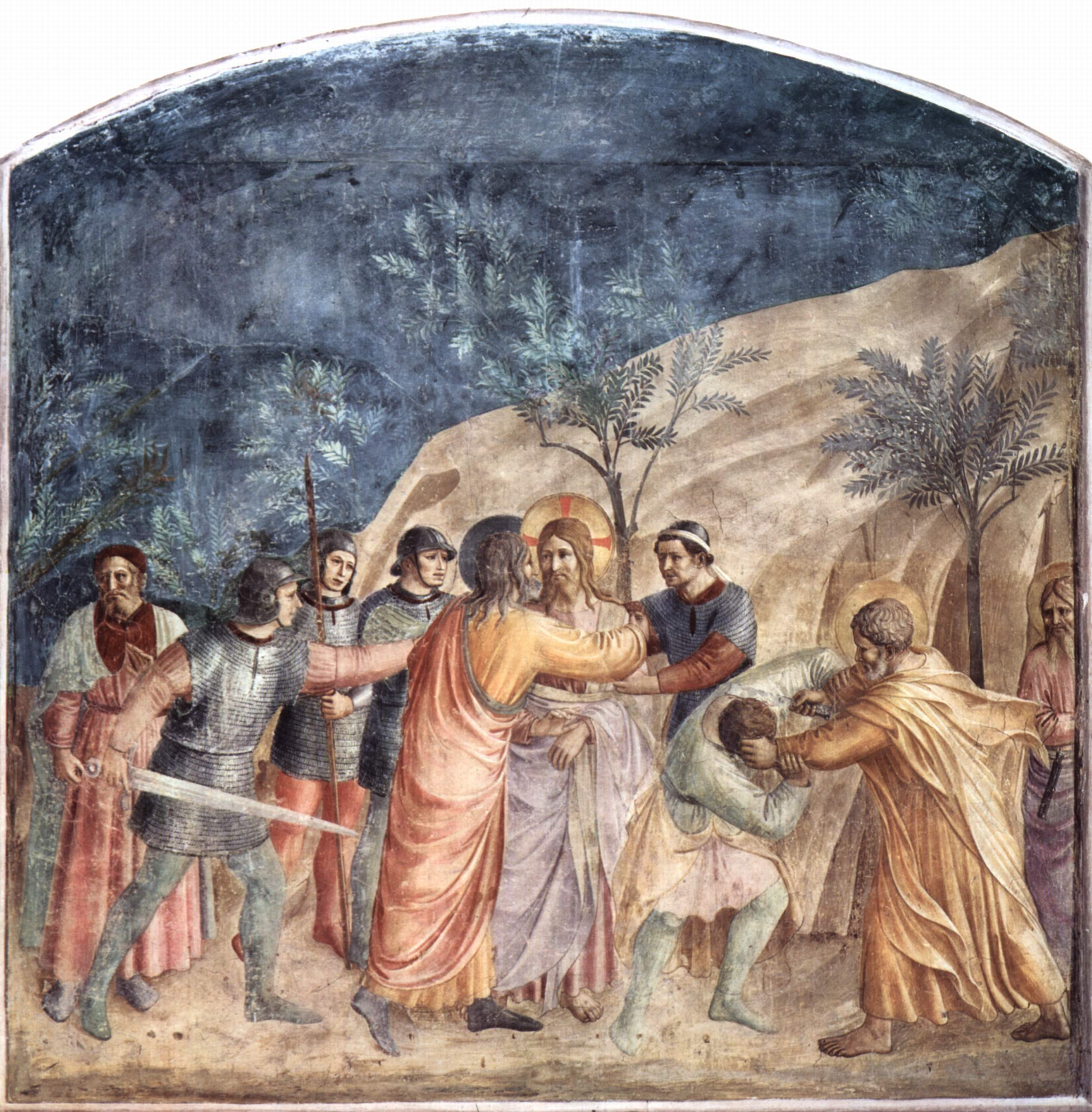
دیوارنگاره‌ای اثر فرا آنجلیکو، سان مارکو، فلورانس، ۱۴۳۷–۱۴۴۶
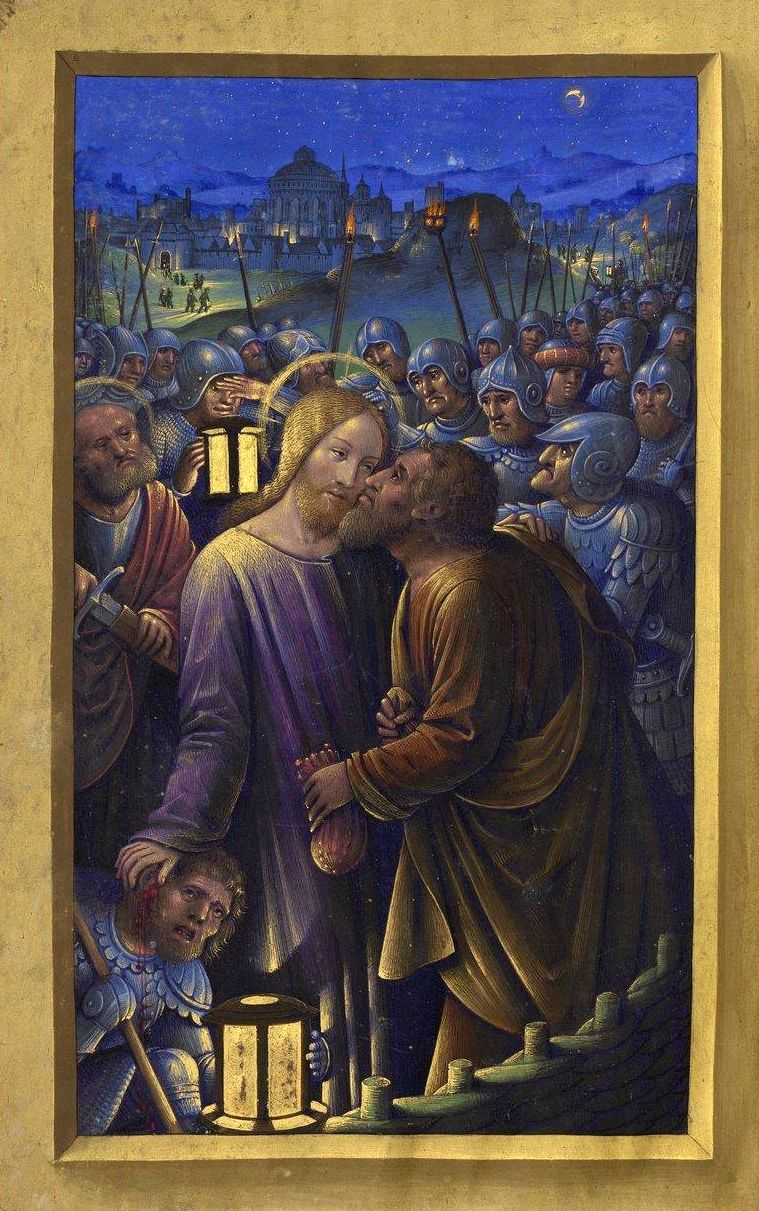
یهودا با بوسه‌ای عیسی را فریب می‌دهد؛ مابین سال‌های ۱۵۰۳ و ۱۵۰۸
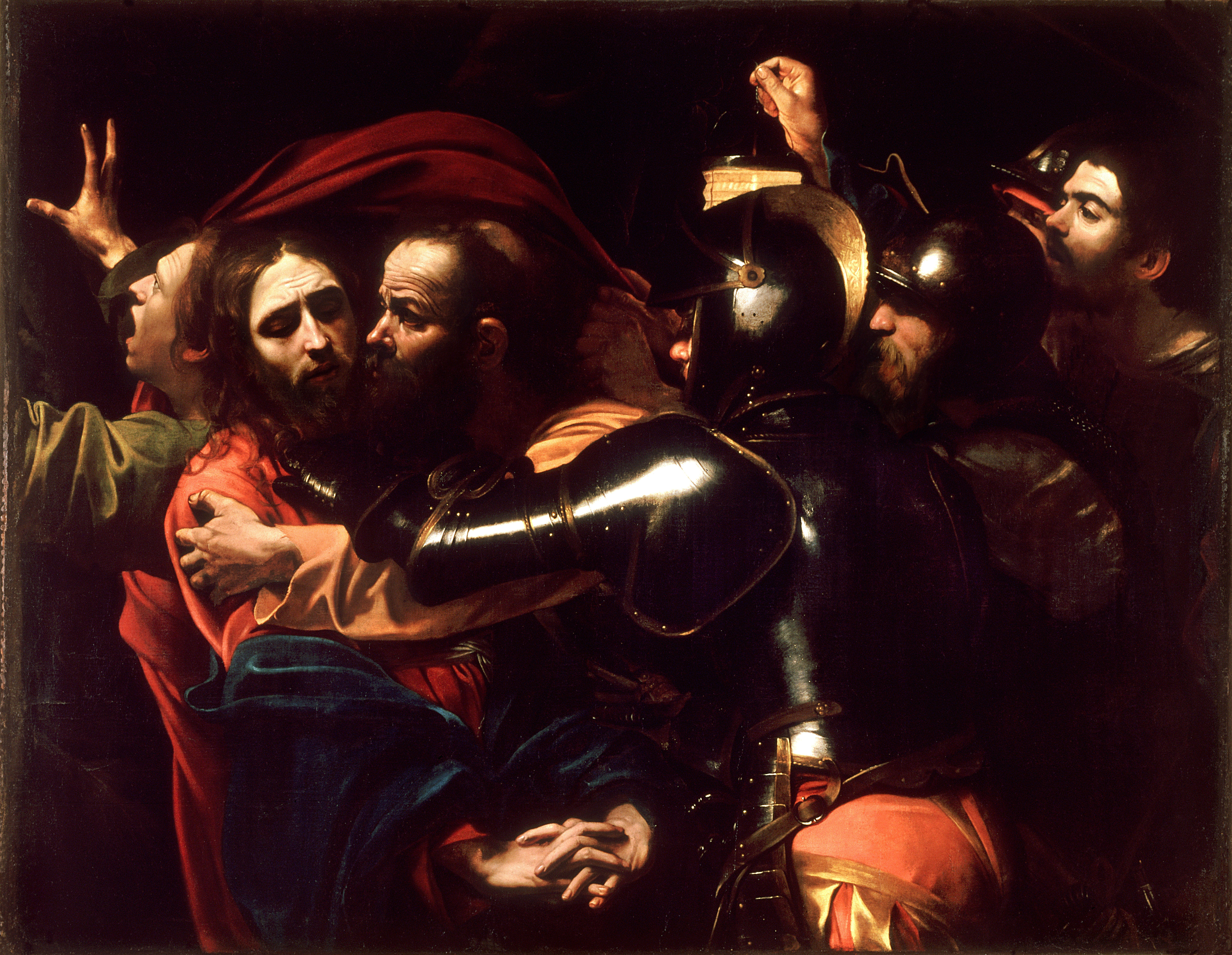
دستگیری عیسی اثر کاراواجو، ۱۶۰۲.
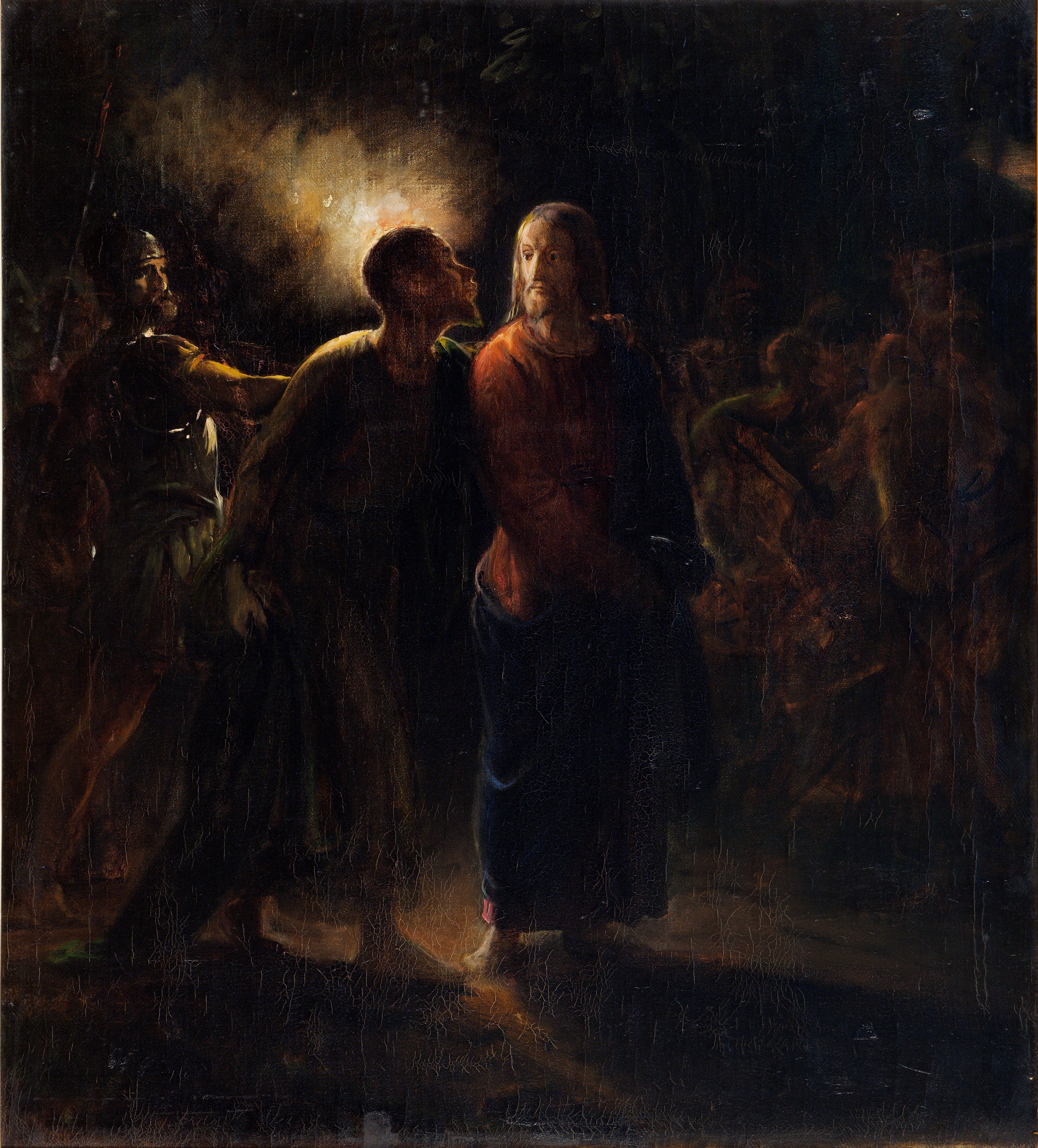
ویلهلم مارستراند، بوسهٔ یهودا، بدون تاریخ (احتمالا مابین سال‌های ۱۸۳۰ و ۱۸۷۳)
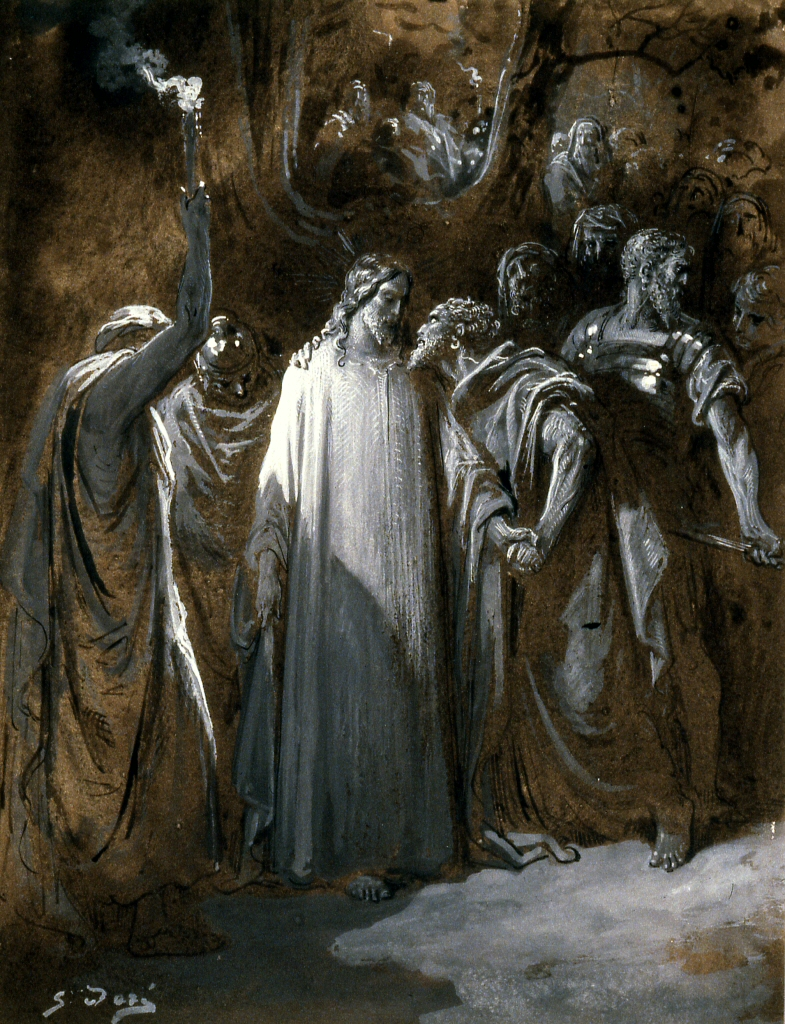
تاملی بربوسهٔ یهودا اثر گوستاو دوره، ۱۸۶۵
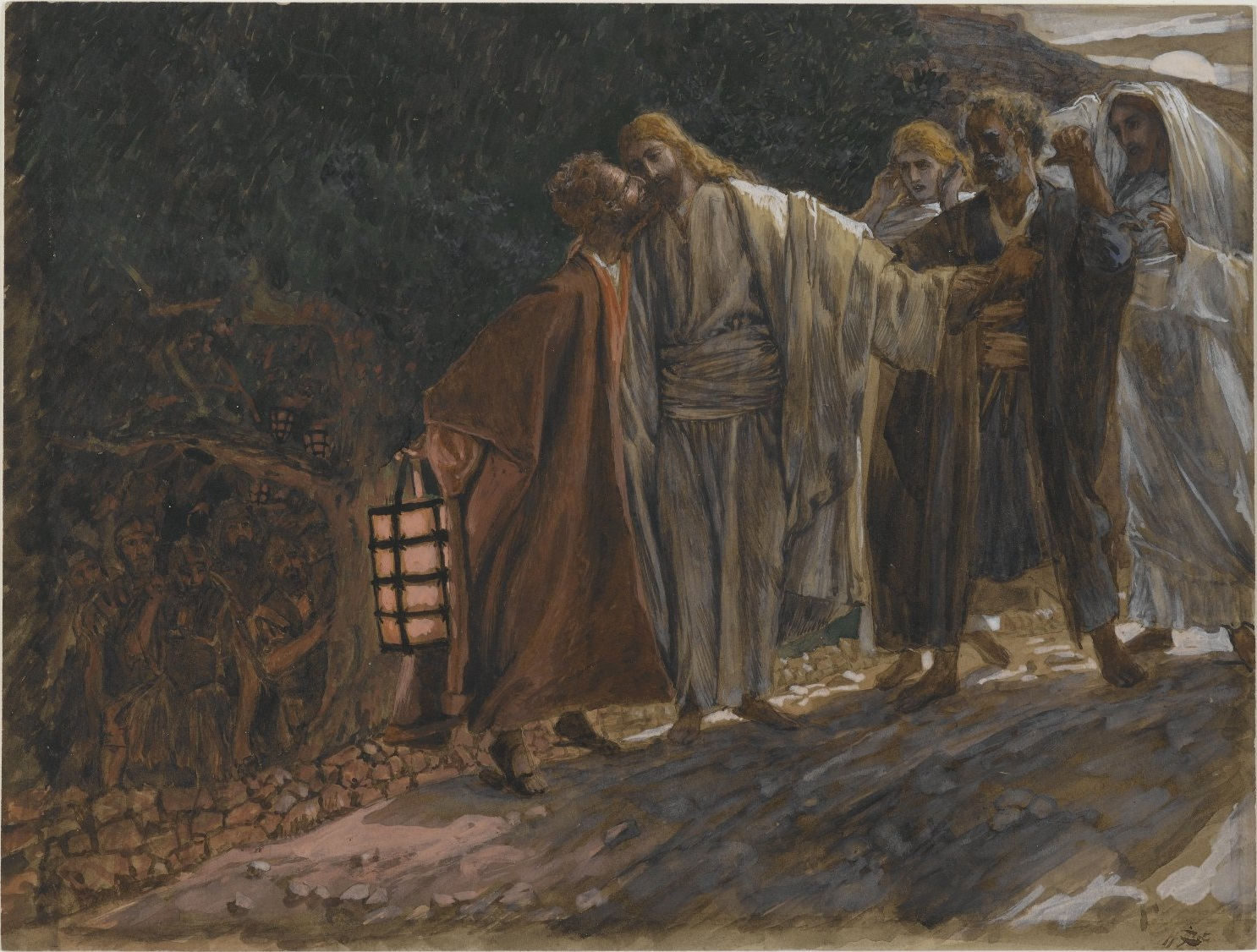
بوسهٔ یهودا اثر جیمز تیسو، موزه بروکلین، مابین سال‌های ۱۸۸۶ و ۱۸۹۴